# 西安交通大学材料科学与工程学院
西安交通大学材料科学与工程学院，简称材料学院，是西安交通大学的一个学院，其前身为成立于1952年的交通大学金属材料及热处理专业和铸造、焊接和锻压专业等专业。

## 历史
- 1952年：交通大学成立金属材料及热处理专业和铸造、焊接和锻压专业。
- 1963年：经国家科委和高教部批准成立专职金属材料及强度研究室。
- 1979年：在专职金属材料及强度研究室的基础上成立研究所。
- 1980年：学校成立腐蚀与防护专业和高分子材料专业
- 1983年：以金属材料及热处理专业为基础成立材料科学与工程系。
- 1994年：成立材料科学与工程学院。
- 2002年：材料学科调整和整合，将原设在本校机械工程学院的材料加工工程系调整到材料学院。[1]

## 系所设置
- 材料学系
- 材料物理与化学系
- 材料加工工程系

### 国家重点实验室
- 金属材料强度国家重点实验室[2]

### 科研机构
- 材料强度研究室
- 表面工程研究室
- 新材料研究室
- 材料物理与化学研究室
- 铸造及耐磨材料研究所
- 焊接研究所[2]